# Jhoselyn Camargo
Jhoselyn Camargo Aliaga (* 21. Juli 1996) ist eine bolivianische Leichtathletin, die im Mittel- und Langstreckenlauf antritt.

## Sportliche Laufbahn
Erste internationale Erfahrungen sammelte Jhoselyn Camargo 2016 bei den U23-Südamerikameisterschaften in Lima, bei denen sie im 5000-Meter-Lauf in 17:34,10 min den sechsten Platz belegte und über 10.000 Meter nach 38:57,39 min auf den fünften Platz gelangte. 2018 nahm sie im Hindernislauf an den Südamerikaspielen in Cochabamba teil und gewann dort in 11:18,63 min die Bronzemedaille hinter der Peruanerin Rina Cjuro und ihrer Landsfrau Edith Mamani. 2019 wurde sie in 1:14:32 h Zweite beim Buenos-Aires-Halbmarathon und stellte damit einen neuen Landesrekord auf. Im Jahr darauf siegte sie bei den erstmals ausgetragenen Hallensüdamerikameisterschaften in Cochabamba im 3000-Meter-Lauf in 9:55,68 min und gewann im 1500-Meter-Lauf in 4:34,94 min die Silbermedaille hinter María Pía Fernández aus Uruguay. 2021 gewann sie bei den Südamerikameisterschaften in Guayaquil mit neuem Landesrekord von 34:09,54 m die Bronzemedaille im 10.000-Meter-Lauf hinter der Venezolanerin Edymar Brea und Silvia Ortiz aus Ecuador und über 5000 Meter belegte sie in 16:13,14 min den fünften Platz und stellte auch damit einen neuen Landesrekord auf. Im Jahr darauf siegte sie in 4:39,33 min über 1500 m bei den Hallensüdamerikameisterschaften in Cochabamba über 1500 m und wurde anschließend bei den Hallenweltmeisterschaften in Belgrad mit 9:28,98 min 20. über 3000 Meter. Im Mai belegte sie bei den Ibero-Amerikanischen Meisterschaften in La Nucia in 1:14:40 h den fünften Platz im Halbmarathon und kam anschließend bei den Juegos Bolivarianos in Valledupar nicht ins Ziel. Bei den Halbmarathon-Südamerikameisterschaften in Buenos Aires gelangte sie mit 1:12:51 h auf Rang sieben und daraufhin wurde sie bei den Südamerikaspielen in Asunción in 34:49,30 min Siebte über 10.000 Meter.
In den Jahren 2020 und 2022 wurde Camargo bolivianische Hallenmeisterin im 1500-Meter- und 3000-Meter-Lauf und 2021 siegte sie im 800-Meter-Lauf sowie auch über 1500 und 3000 Meter.

## Persönliche Bestleistungen
- 800 Meter: 2:14,61 min, 29. März 2019 in Concepción del Uruguay
  - 800 Meter (Halle): 2:19,37 min, 5. Februar 2022 in Cochabamba
- 1500 Meter: 4:28,62 min, 31. März 2019 in Concepción del Uruguay
  - 1500 Meter (Halle): 4:34,94 min, 1. Februar 2020 in Cochabamba
- 3000 Meter: 9:58,22 min, 5. Juni 2022 in Cochabamba
  - 3000 Meter (Halle): 9:28,98 min, 18. März 2022 in Belgrad (bolivianischer Rekord)
- 5000 Meter: 16:23,84 min, 30. Mai 2021 in Guayaquil (bolivianischer Rekord)
- 10.000 Meter: 34:09,54 min, 29. Mai 2021 in Guayaquil (bolivianischer Rekord)
- Halbmarathon: 1:12:51 h, 21. August 2022 in Buenos Aires (bolivianischer Rekord)
- 3000 m Hindernis: 11:09,55 min, 16. April 2016 in Lima